# Hôpital de Kotkansaari
L'hôpital de Kotkansaari (finnois : Kotkansaaren sairaala) est ancien hôpital situé dans le quartier de Kotkansaari à  Kotka en Finlande.

## Présentation

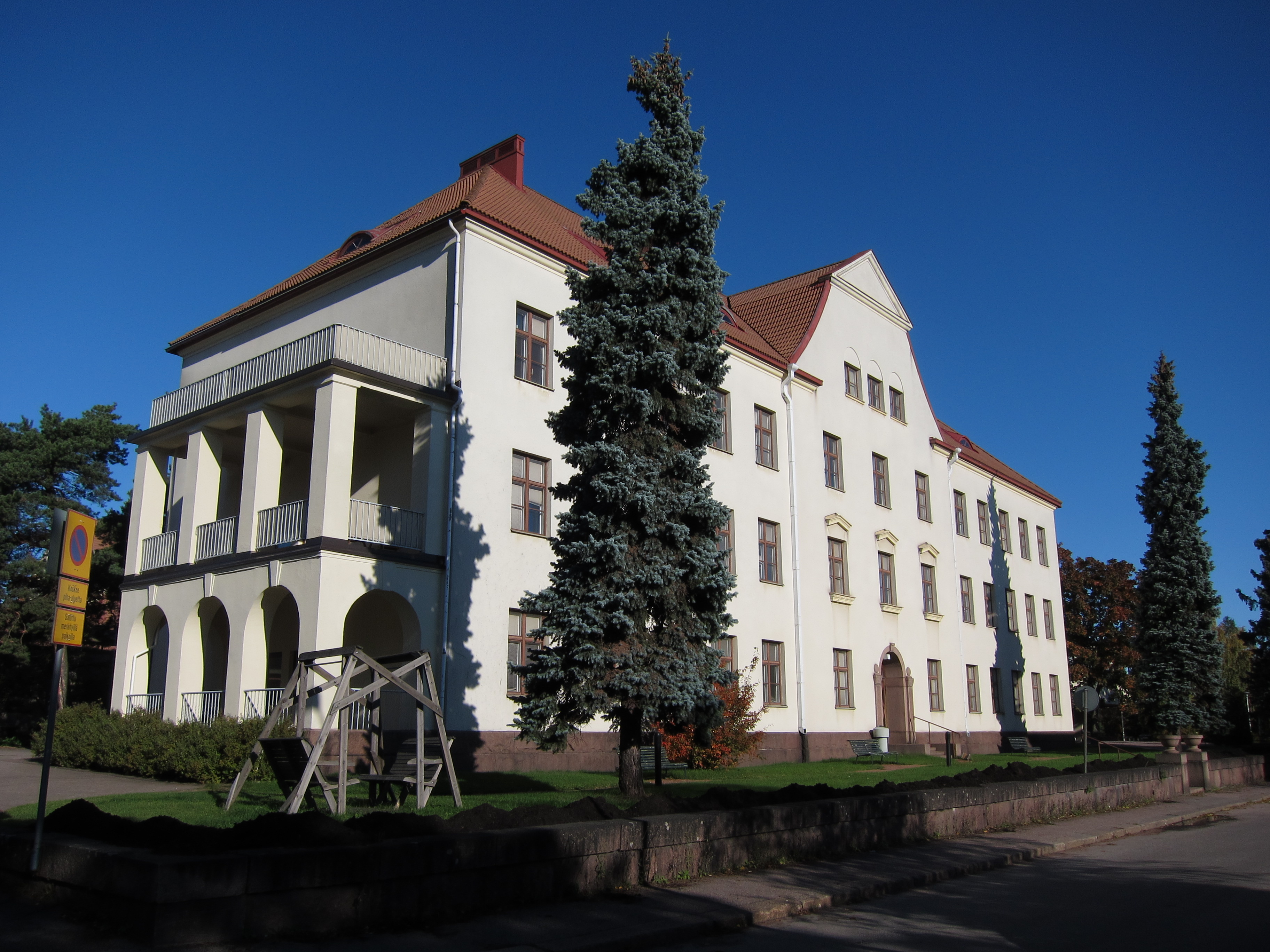
Le bâtiment principal conçu par Kaarlo Könönen.

Le bâtiment principal conçu par Kaarlo Könönen a été construit en 1925 et est représentif du classicisme nordique.
En 1938, un nouveau bâtiment hospitalier et une buanderie sont construits dans un fonctionnalisme.
Les nouveaux locaux abritent, entre autres, le service de radiologie et de maternité et une salle de consultation.
La buanderie et l'installation de radiographie ont été détruites lors des bombardements de la Seconde Guerre mondiale.
Après l'ouverture de l'hôpital central de la vallée de la Kymi en 1970, les soins hospitaliers spécialisés de l'hôpital de Kotkansaari sont transférés à l'hôpital central et l'hôpital de Kotkansaari s'est spécialisé en soins de longue durée pour les personnes âgées.
Un bâtiment de centre de médical sera construit à côté de l'hôpital de Kotkansaari en 1982.
Les derniers services de l'hôpital ont été fermés en décembre 2010 et les services du centre de santé de Pyhtää ont temporairement fonctionné à l'hôpital en août 2011.
Le centre de santé de Kotkansaari dans le bâtiment de l'aile fonctionne toujours dans les locaux.
En 2011, la ville de Kotka a mis la propriété en vente.
La superficie totale des bâtiments est d'environ 10 000 m2.
La ville est à la recherche d'une réutilisation des locaux.